# نویی بلانش

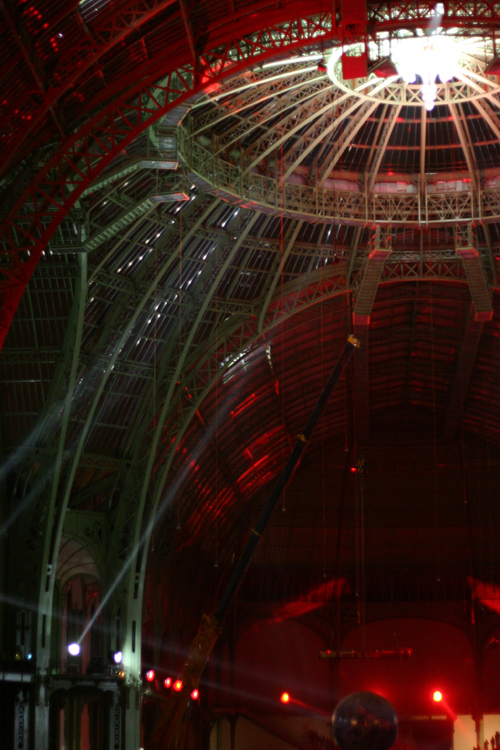
گرند پالاس، پاریس، ۲۰۰۵ میلادی

نویی بلانش (به فرانسوی: Nuit Blanche) یا شب سفید که با نام‌های دیگری چون شب بدون خواب در فرانسه یا شب روشن نیز خوانده می‌شود یک فستیوال هنری شبانه است که به‌طور سالانه برگزار می‌شود. شروع دقیق آن بین پاریس، سنت پترزبورگ و برلین مورد اختلاف است اما با الهام گرفتن از تمامی اینها، ایده این فستیوال هنری شبانه از سال ۱۹۹۷ میلادی در سراسر دنیا از تورنتو تا تل‌آویو و از لیما تا لیدز کشیده شده‌است.
در فستیوال نویی بلانش، موزهها، گالری‌های خصوصی و عمومی و سایر موسسات فرهنگی به صورت رایگان بر روی بازدیدکنندگان باز هستند. مرکز شهر تبدیل به یک گالری می‌شود که در آن فضایی برای تاسیسات هنری، نمایش فیلم و موسیقی، رقص، گردهمایی‌های اجتماعی و دیگر فعالیت‌های اجتماعی در نظر گرفته می‌شود.
در سال ۲۰۰۳ میلادی، مونترال اولین شهر کانادایی بود که مفاهیم نویی بلانش را اقتباس کرد. این رخداد در واقع آخرین روز هفته فستیوال نورهای مونترال است.  در سال ۲۰۱۰ میلادی این فستیوال ۱۸۰ رخداد دیگر که عموماً مجانی بودند را به نمایش گذاشت و حدوداً ۳۵۰٬۰۰۰ نفر را به خود جذب کرد.